# Pierre Rodocanachi
Pour les articles homonymes, voir Rodocanachi.
Pierre Rodocanachi, né le 2 octobre 1938 à Paris, est un escrimeur français maniant le fleuret.

## Carrière
Pierre Rodocanachi participe à l'épreuve de fleuret par équipe à Tokyo lors des Jeux olympiques d'été de 1964. Avec Jean-Claude Magnan, Christian Noël, Daniel Revenu et Jacky Courtillat, il remporte la médaille de bronze olympique.
Pierre Rodocanachi est depuis 2007 président de la Fondation du Sport. Cette fondation est la Fondation référence dans l'univers du sport. En effet, depuis 2007 elle a, à titre d'exemple, soutenu plus de 80 projets et permis la création de plus de 600 emplois.

## Palmarès

### Sénior
- Championnats du monde universitaires
  -  Médaille d'or par équipes aux championnats du monde universitaires 1965 à Budapest

- Jeux olympiques
  -  Médaille de bronze par équipes aux Jeux olympiques d'été de 1964 à Tokyo
  - Vainqueur du Challenge Adrien Rommel à Paris en 1966

### Junior
- Championnats du monde juniors
  -  Médaille d'argent en individuel aux championnats du monde juniors 1960 à Leningrad